# 미스터 트윈 시스터
미스터 트윈 시스터(Mr Twin Sister)는 미국의 인디 팝 밴드이다. "트윈 시스터"(Twin Sister)는 개명 전 밴드명이다.